# Ле-Бур-Сен-Леонар
Ле-Бур-Сен-Леона́р (фр. Le Bourg-Saint-Léonard) — колишній муніципалітет у Франції, у регіоні Нормандія, департамент Орн. Населення — 431 осіб (2011).
Муніципалітет був розташований на відстані близько 165 км на захід від Парижа, 60 км на південний схід від Кана, 37 км на північ від Алансона.

## Історія
До 2015 року муніципалітет перебував у складі регіону Нижня Нормандія. Від 1 січня 2016 року належав до нового об'єднаного регіону Нормандія.
1 січня 2017 року Ле-Бур-Сен-Леонар, Обрі-ан-Ексм, Аверн-су-Ексм, Шамбуа, Ла-Кошер, Курменій, Ексм, Фель, Оммеель, Сен-П'єрр-ла-Рив'єр, Сії-ан-Гуфферн, Сюрві, Юру-е-Кренн i Вільбаден було об'єднано в новий муніципалітет Гуфферн-ан-Ож.

## Демографія
Динаміка населення (INSEE ):
Розподіл населення за віком та статтю (2006):
| Стать | Всього | До 15 років | 15-24 | 25-44 | 45-64 | 65-85 | Понад 85 |
| --- | ------ | ----------- | ----- | ----- | ----- | ----- | -------- |
| Чоловіки | 228    | 40          | 28    | 48    | 76    | 32    | 4        |
| Жінки | 196    | 28          | 20    | 44    | 64    | 32    | 8        |
| \| Статево-вікова піраміда \| Статево-вікова піраміда \| Статево-вікова піраміда \| \| ----------------------- \| ----------------------- \| ----------------------- \| \| Чоловіки \| Вік \| Жінки \| \| 4 \| 85 + \| 8 \| \| 8 \| 80-84 \| 8 \| \| 4 \| 75-79 \| 12 \| \| 12 \| 70-74 \| 4 \| \| 8 \| 65-69 \| 8 \| \| 28 \| 60-64 \| 16 \| \| 12 \| 55-59 \| 20 \| \| 12 \| 50-54 \| 8 \| \| 24 \| 45-49 \| 20 \| \| 24 \| 40-44 \| 8 \| \| 4 \| 35-39 \| 16 \| \| 16 \| 30-34 \| 8 \| \| 4 \| 25-29 \| 12 \| \| 16 \| 20-24 \| 16 \| \| 12 \| 15-20 \| 4 \| \| 8 \| 10-14 \| 16 \| \| 24 \| 5-9 \| 8 \| \| 8 \| 0-4 \| 4 \| |        |             |       |       |       |       |          |
| Статево-вікова піраміда |        |             |       |       |       |       |          |
| Чоловіки | Вік    | Жінки       |       |       |       |       |          |
| 4 | 85 +   | 8           |       |       |       |       |          |
| 8 | 80-84  | 8           |       |       |       |       |          |
| 4 | 75-79  | 12          |       |       |       |       |          |
| 12 | 70-74  | 4           |       |       |       |       |          |
| 8 | 65-69  | 8           |       |       |       |       |          |
| 28 | 60-64  | 16          |       |       |       |       |          |
| 12 | 55-59  | 20          |       |       |       |       |          |
| 12 | 50-54  | 8           |       |       |       |       |          |
| 24 | 45-49  | 20          |       |       |       |       |          |
| 24 | 40-44  | 8           |       |       |       |       |          |
| 4 | 35-39  | 16          |       |       |       |       |          |
| 16 | 30-34  | 8           |       |       |       |       |          |
| 4 | 25-29  | 12          |       |       |       |       |          |
| 16 | 20-24  | 16          |       |       |       |       |          |
| 12 | 15-20  | 4           |       |       |       |       |          |
| 8 | 10-14  | 16          |       |       |       |       |          |
| 24 | 5-9    | 8           |       |       |       |       |          |
| 8 | 0-4    | 4           |       |       |       |       |          |

## Економіка
2010 року серед 282 осіб працездатного віку (15—64 років) 224 були активними, 58 — неактивними (показник активності 79,4%, у 1999 році було 66,5%). З 224 активних мешканців працювали 202 особи (109 чоловіків та 93 жінки), безробітними було 22 (13 чоловіків та 9 жінок). Серед 58 неактивних 20 осіб було учнями чи студентами, 21 — пенсіонерами, 17 були неактивними з інших причин.

У 2010 році в муніципалітеті числилось 189 оподаткованих домогосподарств, у яких проживали 435,0 особи, медіана доходів виносила 18 477 євро на одного особоспоживача